# Amsterdamsche Football Club Ajax 1992-1993
Questa voce raccoglie le informazioni riguardanti l'Amsterdamsche Football Club Ajax nelle competizioni ufficiali della stagione 1992-1993.

## Stagione
In questa stagione rimane confermato in panchina Louis van Gaal, mentre vengono acquistati Marc Overmars e Jari Litmanen a fronte degli addii di Bryan Roy (passato al Foggia) e John van 't Schip (approdato al Genoa); arriva invece in prima squadra Clarence Seedorf.
L'Ajax partecipa alla Coppa UEFA da detentore: elimina Salisburgo, Vitória Setúbal e Kaiserslautern vincendo tutte le partite, ma poi viene eliminato nei quarti dall'Auxerre (sconfitta per 4-2 in Francia e vittoria solo per 1-0 ad Amsterdam). In campionato viene raggiunto il terzo posto dietro ai campioni del Feyenoord e al PSV, ma Dennis Bergkamp è capocannoniere per la terza volta consecutiva. Viene conquistata però la dodicesima KNVB beker: i Lancieri entrano nel terzo turno e, dopo aver eliminato tra gli altri il Feyenoord in semifinale, giocano la finale contro l'Heerenveen: la gara viene vinta per 6-2.
Ultima stagione per Dennis Bergkamp e Wim Jonk, che si trasferiranno all'Inter.

## Organigramma societario
Fonte
Area direttiva
- Presidente:  Michael van Praag
- Direttore finanziario:  Arie van Os

Area tecnica
- Allenatore:  Louis van Gaal
- Allenatore in seconda:  Bobby Haarms
- Collaboratore tecnico:  Gerard van der Lem
- Preparatore dei portieri:  Frans Hoek
- Responsabile atletico:  László Jámbor
- Preparatore atletico:  René Wormhoudt
- Fisioterapista:  Pim van Dord

## Rosa
Fonte
| N. |                        | Ruolo | Calciatore         |
| -- | ---------------------- | ----- | ------------------ |
|    | Paesi Bassi (bandiera) | P     | Stanley Menzo      |
|    | Paesi Bassi (bandiera) | P     | Dennis van de Poll |
| 1  | Paesi Bassi (bandiera) | P     | Edwin van der Sar  |
| 3  | Paesi Bassi (bandiera) | D     | Danny Blind        |
| 5  | Paesi Bassi (bandiera) | D     | Frank de Boer      |
| 8  | Paesi Bassi (bandiera) | D     | Michel Kreek       |
| 2  | Paesi Bassi (bandiera) | D     | Sonny Silooy       |
|    | Paesi Bassi (bandiera) | D     | Dick van Burik     |
|    | Paesi Bassi (bandiera) | C     | Rob Alflen         |
|    | Paesi Bassi (bandiera) | C     | Dries Boussatta    |
| 6  | Paesi Bassi (bandiera) | C     | Edgar Davids       |
|    | Paesi Bassi (bandiera) | C     | Ronald de Boer     |

| N. |                        | Ruolo | Calciatore         |
| -- | ---------------------- | ----- | ------------------ |
|    | Paesi Bassi (bandiera) | C     | Alfons Groenendijk |
|    | Danimarca (bandiera)   | C     | Johnny Hansen      |
| 4  | Paesi Bassi (bandiera) | C     | Wim Jonk           |
|    | Paesi Bassi (bandiera) | C     | Tarik Oulida       |
|    | Danimarca (bandiera)   | C     | Dan Petersen       |
|    | Paesi Bassi (bandiera) | C     | Clarence Seedorf   |
| 7  | Paesi Bassi (bandiera) | C     | Marciano Vink      |
| 10 | Paesi Bassi (bandiera) | A     | Dennis Bergkamp    |
|    | Finlandia (bandiera)   | A     | Jari Litmanen      |
| 11 | Paesi Bassi (bandiera) | A     | Marc Overmars      |
| 9  | Svezia (bandiera)      | A     | Stefan Pettersson  |
|    | Paesi Bassi (bandiera) | A     | Clyde Wijnhard     |

## Statistiche

### Statistiche di squadra
| Competizione | Punti | Totale | Totale | Totale | Totale | Totale | Totale |
| Competizione | Punti | G      | V      | N      | P      | Gf     | Gs     |
| ------------ | ----- | ------ | ------ | ------ | ------ | ------ | ------ |
| Eredivisie   | 49    | 34     | 20     | 9      | 5      | 87     | 30     |
| KNVB beker   | -     | 5      | 5      | 0      | 0      | 25     | 7      |
| Coppa UEFA   | -     | 8      | 7      | 0      | 1      | 17     | 6      |
| Totale       |       | 47     | 32     | 9      | 6      | 129    | 43     |

### Statistiche individuali
- Capocannoniere dell'Eredivisie
  - Dennis Bergkamp (26 gol)
- Calciatore olandese dell'anno
  - Dennis Bergkamp
- Talento dell'anno
  - Marc Overmars